# Вымпеловая райская птица
Вымпеловая райская птица (лат. Semioptera wallacii) — вид воробьинообразных птиц из семейства райских птиц (Paradisaeidae), выделяемый в монотипический род вымпеловых райских птиц (Semioptera).

## Описание
Размер туловища может достигать 28 сантиметров. Самцы имеют блестящую фиолетово-лиловую спину и изумрудно-зеленую грудь. Наиболее поразительной особенностью вида являются две пары длинных белых перьев, выходящих из изгиба крыла. Самки имеют оливково-коричневую окраску, по размерам мельче самцов, однако их хвост длиннее.

## Ареал
Эндемичный для находящихся на востоке Индонезии Молуккских островов вид, занимающий самую западную часть ареала распространения семейства райских птиц.

## Образ жизни
Рацион состоит в основном из насекомых и фруктов.
Самцы полигамны. В брачный период они собираются и выполняют захватывающие воздушные представления, планируют, расправив крылья и демонстрируя яркую окраску груди.

## Охранный статус
Вид включён в Международную Красную книгу, однако статус оценивается как находящийся под наименьшей угрозой.